# Paolo Tringali
Paolo Tringali (Catania, 31 agosto 1925 – Acireale, 26 settembre 2022) è stato un politico e sindacalista italiano.

## Biografia
Esponente del Movimento Sociale Italiano - Destra Nazionale, alle elezioni regionali siciliane del 1971 ottenne il primo incarico di rilievo come deputato all'Assemblea regionale siciliana nella VII legislatura, assieme ad "una nutrita pattuglia di parlamentari" in rappresentanza della provincia etnea fra i quali Vito Cusimano e Benito Paolone. Inoltre, era stato consigliere comunale di Acireale dagli anni '50 (fino agli anni '90), accanto a Cristoforo Filetti, Rosario Busa, Mario Gulisano, Matteo Calabretta e tanti altri. Intraprese da giovane l'attività di sindacalista nella CISNAL.
Venne candidato alle politiche del 1979, alle quali ottenne 10.499 preferenze, senza essere eletto, 
Fu vicesegretario provinciale del MSI nei primi anni '80, già segretario provinciale giovanile e segretario della Sezione di Acireale. Poco dopo approdò alla Camera nell'aprile 1983, in seguito al decesso di Orazio Santagati e alle dimissioni del suo subentrante, Giovanbattista Davoli (che intese restare all'Assemblea regionale siciliana). Rieletto alle politiche del 1983 con 21.953 preferenze, si ricandidò senza successo alle politiche del 1987 e alle politiche del 1992.
Successivamente aderì ad Alleanza Nazionale e in occasione delle politiche del 1994 tornò alla Camera in rappresentanza del Polo del Buon Governo, ottenendo il 61,17% dei voti nel collegio uninominale di Acireale. Alle politiche del 1996 fu rieletto, sotto le insegne del Polo per le Libertà, col 60,95% dei voti. Terminò il mandato parlamentare nel 2001.
Morì all'età di 97 anni il 26 settembre 2022.